# Fissidens bessouensis
Fissidens bessouensis är en bladmossart som beskrevs av Corbière 1912. Fissidens bessouensis ingår i släktet fickmossor, och familjen Fissidentaceae. Inga underarter finns listade i Catalogue of Life.